# Péninsule d'Ōsumi
La péninsule d'Ōsumi se situe dans la préfecture de Kagoshima, au sud du Japon.

## Histoire
Depuis 1914, un pont connecte la péninsule à la ville de Kagoshima.

## Localisation
Sa côte est la relie avec l'Océan Pacifique.